# Monotagma parvulum
Monotagma parvulum là một loài thực vật có hoa trong họ Marantaceae. Loài này được Loes. mô tả khoa học đầu tiên năm 1915.